# 양인 전투
양인 전투는 중국 후한 말, 191년에 원소 · 원술 등이 이끄는 반동탁 연합군의 손견 군과 동탁이 이끄는 중앙 정부군이 사례 하남윤 양현의 양인(陽人) 땅에서 충돌한 전투다.

## 배경
190년, 원소를 맹주로 삼아 황제를 멋대로 폐위할 정도의 전횡을 부리는 동탁에게 대항하는 반동탁 연합군이 결성되었으나, 10만이라는 대군이 집결했음에도 연합군은 강성한 동탁의 군세를 두려워해 적극적으로 싸우려 하지 않았다. 
190년 3월, 조조와 포신은 이런 태도에 속이 타 적극적으로 동탁군과 교전하였으나, 오히려 변수에서 패배하여 위자와 포도 등이 전사했다. 한편, 손견은 연합군에 가담하여 북상하여, 자신과 사이가 나쁜 형주 자사 왕예와 자신을 푸대접한 남양 태수 장자를 죽이고 원술의 표로 파로장군이 되고 예주자사를 겸했다. 
동탁은 노양성에 주둔한 손견을 치러 군사를 보냈으나 성을 공격하지 못한 채 퇴각했고, 양주 동쪽에 손견 군이 주둔하자 이를 포위 공격하니, 손견은 져 수십 기를 이끌고 조무를 미끼로 겨우 포위를 벗어났다.

## 양인 전투
손견은 패잔병을 다시 모아 양인 땅에 주둔했다. 동탁은 호진을 대독호로 삼고, 여포를 기독으로 삼아 손견을 공격하러 파견했다. 그러나 호진은 출진할 때 손견을 죽여야지만 퇴각하겠다고 하여 장수들의 두려움을 샀다. 호진과 여포는 군사를 이끌고 양인성에서 수십 리 떨어진 광성에 이르렀다. 
당초 계획은 광성에서 휴식을 취하고 진격하여 양인성을 공격하려는 것이었으나, 광성에 도착한 군대는 이미 피로했고 장수들은 호진을 미워하여 전쟁을 비관했다. 여포 등이 갑자기 손견 등이 도주했으니 추격하자고 하여 밤중에 양인성으로 진격했으나, 여포 등의 말과는 달리 양인성의 수비 태세는 견고하여 칠 수 없었다. 
동탁 군은 목마르고 극히 곤비했다. 밤이 되자 진도 쌓지 못하고 갑옷을 벗고 휴식하는데, 여포가 “적이 뛰쳐나온다.”라고 하여 전부 무기를 버리고 10리를 퇴각했다. 적이 보이지 않자 동탁 군은 다시 돌아와 병기를 수습하고 성을 쳤으나, 손견이 지키는 성은 단단하여 함락할 수 없었으므로 호진과 여포는 퇴각했다. 손견은 동탁 군을 무찌르고, 동탁 군의 도독 화웅을 효수했다.
원술은 장차 손견이 낙양을 얻고 딴 마음을 품을 것이라는 참언을 믿고 손견에게 군량을 보내지 않았으나, 손견은 백여 리를 달려 노양에 가 원술을 만나 설득했다. 원술이 손견의 말을 듣고 즉시 군량을 보내자, 손견은 본진으로 돌아와 동탁 군과 싸워 계속 우세를 점하고 낙양 근교까지 진군했다.

## 결과
화웅이 전사하고 호진이 대패하면서 동탁은 형세가 불리해지자 손견에게 이각을 보내 화친을 청했다. 동탁이 손견에게 화친을 하기 위한 조건으로 손견의 아들들을 원하는 곳의 자사에 임명하도록 헌제에게 상소해주겠다는 것이였다. 그러나 손견은 역적과 손을 잡을 수 없다는 논지로 맞서며 이각을 꾸짖고 동탁의 화친제의를 거절했다. 이에 동탁은 손견과 맞서 싸웠으나 연이어 져 낙양을 손견에게 내주었고, 장안과 낙양 사이의 방비 태세를 갖추고 장안으로 들어갔다.

## 삼국지 연의 관련
삼국지연의에서는 이 전투 내용 자체가 아예 완전히 삭제되고 그 대신 관우가 조조의 허락을 받고 출진하여 화웅의 목을 벤 후 화웅의 목을 들고 복귀하는 것으로 묘사되었다. 이후 여포가 관우에게 일기토를 걸지만 이에 유비와 장비가 합세하여 유비, 관우, 장비는 여포와 3대 1로 일기토를 벌여 무승부를 거두었으며 여포는 후퇴했다. 하지만 실제로는 이 모든게 연의의 창작이며 실제로는 유비, 관우, 장비가 여포와 싸운 게 아니라 양인 전투가 벌어진 것이다. 위키백과에서는 삼국지연의에서 묘사한 이 전투를 동탁 토벌전이라 명시하고 있다.